# Joan Rosazza
Joan Rosazza (n. 19 mai 1937, Torrington⁠(d), Connecticut, SUA) este o înotătoare americană, medaliată olimpică. A participat la o ediție a Jocurilor Olimpice (1956) în care a câștigat două medalii de argint.